# Serbiens parlament
Serbiens parlament (serbisk: Народна скупштина/Narodna skupština) er Serbiens øverste folkevalgte forsamling og består af 250 medlemmer. Medlemmer vælges igennem direkte forholdstalsvalg hvert fjerde år, med hele landet som et valgdistrikt. Parlamentet har et kammer og holder til i Beograd.